# Beam Beam
«Beam Beam» (Hangul: 삠삠; RR: Ppimppim), también conocida como «삠삠 (BEAM BEAM)», es una canción grabada por la cantante y rapera surcoreana Soyeon, líder del grupo femenino (G)I-dle. Fue lanzada por Cube Entertainment, Universal Music Group y Republic Records el 5 de julio de 2021, como el sencillo de su primer EP como solista titulado Windy.

## Antecedentes y lanzamiento
El 21 de mayo de 2021, el medio de comunicación surcoreano Joy News24 dio a conocer que la rapera surcoreana Soyeon haría el lanzamiento de un álbum en solitario en el mes de junio. Su agencia, Cube Entertainment, luego confirmó la noticia en una declaración separada a la Newsen, informando que «es cierto que Jeon So-yeon se está preparando para hacer un regreso en solitario», sin embargo, Cube también señaló que la fecha de lanzamiento de la nueva música de Soyeon aún no se había decidido.
El 16 de junio, a través de las redes sociales oficiales de la agencia de Soyeon, se publicó de forma oficial un primer póster promocional del nuevo álbum, dando a conocer que el título del EP sería Windy, además de que su fecha de lanzamiento sería el 5 de julio de 2021.
El 21 de junio fue publicado un primer vídeo teaser promocional del nuevo álbum, mientras que el 23 de junio se publicó el listado de canciones que conforman el álbum, confirmando que contendría cinco canciones, todas escritas por la propia Soyeon y participando también en la composición musical de todas las pistas. Se informó que el sencillo principal se titulaba «삠삠 (BEAM BEAM)».
El 1 de julio se dio a conocer un pequeño adelanto de cada una de las canciones del nuevo álbum, mientras que el 2 y 3 de julio respectivamente, fueron publicados dos teasers promocionales del vídeo musical de «Beam Beam».

## Composición y letra
«Beam Beam» fue escrita por Soyeon y producida por la propia Soyeon junto a Pop Time y Kako. fue descrita como una pista de pop rock y hip hop «que expresa los abrasadores rayos del sol». La canción está compuesta en la clave de La sostenido menor con un tempo de 110 pulsaciones por minuto y tiene una duración de 2 minutos y 47 segundos.

## Vídeo musical
El 5 de julio de 2021 fue publicado en el canal oficial de YouTube de (G)I-dle el vídeo musical que acompaña a «Beam Beam», el cual contó con la aparición especial de la rapera Lee Young-ji. Fue precedido por dos teasers lanzados en la misma plataforma el 3 y 4 de julio.

## Promoción
El 5 de julio, antes del lanzamiento del álbum, Soyeon realizó un evento de exhibición para los medios donde habló sobre el proceso de realización del álbum. La cantante también interpretó en esa oportunidad la canción por primera vez. El mismo día, Soyeon apareció en el espacio musical The Boost del canal de internet 1theK Originals, interpretando la canción con una banda en vivo, y posteriormente en el programa #OUTNOW del canal de radio Naver Now.

## Premios y reconocimientos

### Premios en programas de música
| Programa           | Fecha               | Ref.   |
| ------------------ | ------------------- | ------ |
| The Show (SBS MTV) | 13 de julio de 2021 | [ 15 ] |
| M Countdown (Mnet) | 29 de julio de 2021 | [ 16 ] |

## Posicionamiento en listas
| Lista (2021)                       | Mejor posición |
| ---------------------------------- | -------------- |
| Corea del Sur (K-Pop Hot 100)      | 71             |
| Corea del Sur (Gaon Digital Chart) | 115            |

## Historial de lanzamiento
| País   | Fecha              | Formato                       | Sello                                     | Ref.  |
| ------ | ------------------ | ----------------------------- | ----------------------------------------- | ----- |
| Varios | 5 de julio de 2021 | CD Descarga digital streaming | Cube Entertainment, Universal Music Group | [ 1 ] |